# أبو الشامات أبو الكالات (الرقة)
أبو الشامات_أبو الكالات قرية سورية تتبع ناحية الجرنية في منطقة الثورة في محافظة الرقة. بلغ عدد سكانها 525 نسمة في عام 2004 حسب إحصاء المكتب المركزي للإحصاء.